# Буряти
Бурятите (на бурятски: буряад), са народ от монголски произход, говорeщ на бурятски език.
Те са най-голямото етническо малцинство в Сибир. Съсредоточени са предимно в някои части на Руската федерация, които се ползват с относителна автономност - Република Бурятия, но също и Уст Ординския бурятски автономен окръг в Иркутска област и Агинския бурятски автономен окръг в Забайкалския край, като общо наброяват около 436 хил. души. Към 100 хиляди буряти живеят в съседни на Русия страни – около 70 хил. в северната част на Монголия и около 25 хил. в Североизточен Китай.
Обичаите на бурятите са характерните за монголските номади и скотовъдци. Традиционно те използват юрти за подслон, но мнозина са възприели нов начин на живот в столицата на Бурятия Улан Уде и нейните околности.
Смята се, че етнонимът „бурят“ за пръв път се споменава в „Тайната история на монголите“ (1240). Предполага се, че името произлиза от термина „бури“ (монг.– вълк) и. характерът му е тотемен. По всяка вероятност тази дума е била табу в монголските езици, в резултат на което днес се употребява друга дума със значение вълк – „чоно (шоно, чино, чон)“.

## Религия и вярвания
Бурятите практикуват будизъм - Махаяна и Ваджраяна според тибетската традиция, а също и местен шаманизъм, който е постепенно изместен от будизма, след като в края на 16 век започва да се разпространява една от тибетските му школи, наречена Гелугпа.
Смята се, че през 1741 г. будизмът е признат за една от официалните религии в Русия. Приблизително по същото време е построен първият бурятски стационарен манастир, Тамчинският дацан. Разпространението на писмеността, развитието на науката, литературата, изкуството и архитектурата са свързани с налагането на будизма в региона. Тя се е превърнала във важен фактор за формиране на бита, народопсихологията и морала. От втората половина на 19 век започва периодът на бурен разцвет на бурятския будизъм. Философските школи се занимават с книгопечатане, различни видове приложно изкуство, развиват се теологията, науката, преводът и издателската дейност, художествената литература. Тибетската медицина е била широко практикувана. След Октомврийската революция от комунистите е проведено гонение (в съгласие със стремежа им да установят повсеместно атеизма), срещу будисткото духовенство и в края на 30-те години на 20.ти век бурятската будистка общност официално престава да съществува, а храмовете са изпразнени от обичайното им съдържание, закрити като такива и преобразувани в различни обществени сгради. След Великата Отечествената война постепенно започва реабилитиране на будизма, но до негово значително негово възраждането се стига едва след втората половина на 80-те години. Будизмът става един от факторите за национална консолидация и духовно възраждане на бурятите. От втората половина на 80-те години започва и възраждането на шаманизма и на територията на Република Бурятия. Западните буряти, живеещи в района на Иркутск, възприемат положително тенденциите на будизма, но в продължение на векове за бурятите, живеещи в района на езерото Байкал шаманизмът остава традиционна религиозна тенденция.
Сред бурятите има малък брой последователи на християнството. Разпространението на християнството сред бурятите започва с появата на първите руснаци по техните земи. Иркутската епархия, основана през 1727 г., стартира широка гама от мисионерски дейности. До 1842 г. в Селенгинск действа Английската духовна мисия в Задбайкалието, която съставя първия превод на Евангелието на бурятски език. Християнизацията се засилва през втората половина на 19 век. В началото на 20 век в Бурятия функционират 41 мисионерски лагера и десетки мисионерски училища. Християнството постигна най-голям успех сред западните буряти, въпреки че и след повърхностната и насилствена християнизация, шаманизмът сред тях преобладава. Все пак християнските празници биват широко възприети.

## Личности
- Агван Доржиев